# Modernização
Modernização é um conceito no âmbito das ciências sociais que refere-se ao processo pelo qual uma sociedade, através da industrialização, urbanização e outras mudanças sociais torna-se moderna em aparência ou comportamento, transformando completamente a vida dos indivíduos que a constituem.

## Origens e conceito
O conceito de modernização provém de uma visão ocidental e eurocêntrica segundo a qual as sociedades seguem um padrão evolutivo, conforme descrito nas teorias da evolução sociocultural. De acordo com esta, cada sociedade evoluiria inexoravelmente da barbárie para níveis sempre crescentes de desenvolvimento e civilização. Os estados mais modernos seriam também os mais ricos e poderosos, e seus cidadãos mais livres e com um alto padrão de vida. Este foi o ponto de vista padrão das ciências sociais por muitas décadas, tendo como seu primeiro defensor Talcott Parsons. Esta teoria acentuava a importância das sociedades se abrirem à mudança e encaravam as forças reacionárias como restritivas do desenvolvimento. Manter a tradição pela tradição era visto como daninho ao progresso e ao desenvolvimento.
Esta abordagem tem recebido pesadas críticas, principalmente porque mistura modernização com ocidentalização. Neste modelo, a modernização de uma sociedade exigia a destruição da cultura nativa e sua substituição por outra mais ocidentalizada. Tecnicamente, modernidade refere-se simplesmente ao presente, e qualquer sociedade ainda existente é, portanto, moderna. Os proponentes da modernização tipicamente viam apenas a sociedade ocidental como sendo genuinamente moderna, argumentando que em comparação, as demais eram primitivas ou subdesenvolvidas. Este ponto de vista encara sociedades não modernizadas como inferiores, mesmo se tiverem o mesmo padrão de vida das sociedades ocidentais. Opositores desta visão, argumentam que a modernidade independe da cultura e pode ser adaptada para qualquer sociedade. 
O Japão é citado como exemplo por ambos os lados. Alguns o veem como prova de que um modo de vida completamente moderno pode existir numa sociedade não ocidental. Outros argumentam que o Japão tornou-se distintamente mais moderno por conta de sua modernização. Adicionalmente, este ponto de vista tem sido acusado de eurocentrismo, visto que o processo de modernização começou na Europa (com a Revolução Industrial) e a muito tem sido considerado como tendo atingido seu estágio mais avançado na Europa (pelos europeus) e nas ex-colônias europeias (Estados Unidos da América, Canadá, Austrália, Nova Zelândia etc).
De acordo com o teórico social Peter Wagner, a modernização pode ser vista como um processo e como uma ofensiva. A primeira visão é comumente projetada por políticos e pela mídia, e sugere que é o desenvolvimento, originando novos dados tecnológicos ou leis ultrapassadas, que tornam a modernização necessária ou preferível. Esta visão critica as dificuldades da modernização, visto que implica que são estes desenvolvimentos que controlam os limites da interação humana e não o contrário. A visão que considera a modernização como uma ofensiva argumenta que tanto o desenvolvimento e as novas oportunidades tornadas disponíveis por ele, são moldados e controlados por agentes humanos. Logo, este ponto de vista vê o processo como um produto do planejamento e ação humanos, um processo ativo capaz de ser tanto alterado quanto criticado. A modernização é muito mais provavelmente, um dos mais influentes acontecimentos numa sociedade.